# 劉澤清
劉澤清（1603—1648年），字鶴洲，山東曹縣人。劉源清之兄。明末清初將領，江北四鎮之一。

## 生平

### 明末将领
早年間，劉澤清以將材被任命為遼東寧（寧遠衛）、前衛（廣寧前屯衛）守備。天啟六年（1626年），劉澤清時任寧前道中軍守備，成為遼東巡撫袁崇煥的部下，負責維持當地治安。隔年，劉澤清被提拔為山東都司僉書。
崇禎三年（1630年），在己巳之變中，後金軍攻打鐵廠，企圖切斷豐潤城的糧道。收復三屯營的總兵楊肇基派劉澤清前去增援。他在距離鐵廠十五裡的地方遭遇後金軍，雙方展開激戰，從清晨戰至正午，難分勝負。後來，在增援部隊的協助下，他們一路作戰到遵化，夾擊後金軍，最後成功進入城內。同年七月，因戰功卓著，劉澤清被超升二級，隨後被提拔為副總兵。隔年四月，劉澤清因剋扣軍糧，被彈劾。
崇禎五年（1632年）二月，朝廷考慮到他在遵永大捷中的功績，責令他立功贖罪。同年三月，吳橋兵變期間，朝廷任命兵部右侍郎劉宇烈為山東總督，負責討伐李九成、孔有德叛軍。劉澤清受其節制，匯合昌邑的軍隊。劉宇烈命他從平度州出發，四月初六抵達。四月，劉宇烈慘敗，劉澤清在萊州遇到叛軍，雙方展開激戰，因無援軍，劉澤清也敗回平度州。六月，兵潰後，劉澤清為贖罪，招募了一千二百名舊同伴補充軍隊，朝廷命他受昌平總兵陳洪範節制。八月，山東巡撫朱大典分兵三路直攻登州，南路由昌平總兵陳洪範、義勇副總兵劉澤清、密雲副總兵方登元率領六千馬步兵從平度出發，攔截叛軍後路，朱大典成功收復黃縣。九月，朱大典率軍包圍登州，陳洪範與劉澤清負責攻打西側城牆，因功劉澤清被提拔為總兵。十一月，崇禎帝憐憫圍登將士的艱苦，提前表揚他們收復黃縣的功績。
崇禎六年（1633年）冬，因收復登州之功，劉澤清被加封為右總督。崇禎八年（1635年），朝廷命劉澤清統率山東部隊保護漕運。崇禎九年（1636年）正月，盧象升剿高迎祥，朝廷命山東總兵劉澤清援助盧像升，劉澤清駐防在黃河河岸，防止流寇進入山東（因黃河改道，這個時候黃河是在山東和河南之間）。同年九月，因清軍第三次入塞，京師戒嚴，劉澤清統兵保衛京師，崇禎帝讓他駐守新城，作為南北交通樞紐，隨後又命他移守通州，並加封為左都督、太子太師。
崇禎十一年（1638年）正月，因清軍第四次入塞（戊寅虜變），山東巡撫顏繼祖奉楊嗣昌命令專防德州，致濟南空虛，顏繼祖請命劉澤清、祖寬、倪寵諸將援助濟南，諸將遲遲不動，直到清兵攻克濟南。同年十月，京師戒嚴，劉澤清再次統兵保衛京師，並與高起潛聯合防守前線。
崇禎十三年（1640年）五月，山東發生嚴重飢荒，各地災民紛紛起義，尤以曹州、濮州為甚。崇禎帝命劉澤清聯合總兵楊禦藩前往剿捕。八月，劉澤清被降為右總督，鎮守山東沿海地區。他以自己在山東長大、長期鎮守此地不合適為由，請求辭退，崇禎帝命他整頓兵力渡黃河，與各路軍隊聯合鎮壓（即河南李自成部）。崇禎十四年（1641年）八月，朝廷命右都督總兵官劉澤清鎮守山東。十二月，劉澤清成功鎮壓梁山壽張集李青山部。
崇禎十五年（1642年）八月，農民軍久圍開封，劉澤清奉命援助。他率五千兵渡黃河，在朱家寨紮營，開挖溝渠引黃河水環繞軍營，計劃建立八個兵營直至大堤，修建通道運送糧食。但在溝渠未完成時，農民軍發動攻擊，雙方僵持三日，劉澤清命軍隊撤退，明軍倉皇逃跑，許多士兵因爭搶渡船溺亡。同年十一月，因清軍第五次入塞，京師戒嚴，劉澤清再度統兵保衛京師。他成功抵禦清軍進攻東昌，清軍轉攻冠縣。崇禎十六年（1643年）二月，清軍入侵武定、萊陽，劉澤清在安丘擊退清軍。五月，朝廷在武英殿宴請入援的總兵吳三桂、劉澤清、馬科等人。
崇禎十七年（1644年）二月，兵科右給事中韓如愈奉命催討江西、浙江兩省糧餉，因曾彈劾劉澤清，劉澤清派人刺殺韓如愈。同月二十四日，崇禎帝因剿寇之功，賜劉澤清再蔭一子為錦衣衛世襲千戶。同月二十五日，崇禎帝允許劉澤清在山東開礦。同年三月，李自成攻破大同，兵鋒直指宣府，崇禎帝封劉澤清為山東總兵左都督，晉升實職一級，召他統兵保衛京師。劉澤清違命移鎮彰德，縱掠臨清後南遁。朝廷希望他回京師保衛，封劉澤清為東平伯。

### 南渡江淮
崇禎十七年（1644年）三月，李自成攻破北京，崇禎帝自縊，山海關總兵吳三桂引清兵入關。劉澤清南遁江淮，與馬士英、高傑等人擁立福王朱由菘登基，被封為東平伯。弘光帝命劉澤清鎮守淮安、海州，駐淮北，經理山東一路，與高杰、黃得功、劉良佐四總兵號稱“四鎮”。同年冬天，劉澤清稱先帝已封他為伯，但詔命未達，後進為東平侯。
弘光元年（1645年）四月，豫親王多鐸包困揚州，揚州告急，弘光朝廷命劉澤清增援，然而他已動心降清，选择北遁淮安。同年五月二十三日，清兵破淮安，淮安一带望风投顺，刘又航海而去。閏六月二十四日，都統準塔分兵由徐州向淮安前進，劉澤清率總兵馬化豹等五十餘人、兩千兵士、三十艘船投降。九月，他抵達京師，清廷賜宅與衣服。

### 降清逆臣
順治五年（1648年）八月，清廷授他三等子爵。英親王阿濟格剿滅李化鯨部，繳獲劉澤清私通李化鯨的書信。李化鯨等人被押解至北京，審問後供認劉澤清侄子劉之乾煽動他們起事，劉澤清為主謀。同年十月二十五日，清廷經過大臣會審後，將劉澤清與李化鯨等人以謀反罪押赴市曹凌遲處死，親屬被流放。
死後，清廷立其傳在明史和清史列傳逆臣傳。

## 人物争议

### 逝世年份
關於逝世年份，一種說法是1645年，也有認為是1649年（但顺治五年十月仍是1648年），所以應該是1648年。